# Jodelle Ferland
Jodelle Micah Ferland (Nanaimo, 9 ottobre 1994) è un'attrice canadese.

## Biografia
Nasce a Nanaimo, nella British Columbia (Canada), da Valery e Marc Ferland. Ha due fratelli, Marisha e Jeremy, che sono musicisti. Debutta a soli due anni in alcuni spot pubblicitari, e a quattro con un ruolo nella serie televisiva Cold Squad - Squadra casi archiviati di CTV. Un contratto per il programma televisivo Mermaid, le fa ricevere nel 1998 una nomination come attrice più giovane partecipante ai Daytime Emmy Awards. Da allora ha fatto apparizioni in diverse serie TV, tra cui Stargate Atlantis, Dark Angel, Stargate SG-1, Smallville e Supernatural, ed è apparsa nel film They - Incubi dal mondo delle ombre.
Nella serie TV Kingdom Hospital, scritta da Stephen King, interpreta il personaggio di Mary Jensen. Nel 2005 ha recitato nel dramma Tideland - Il mondo capovolto di Terry Gilliam, per il quale ha ricevuto una nomination al Genie Award nella categoria Miglior Attrice. In seguito è apparsa nel film del 2006 Silent Hill, un adattamento del famoso videogioco, e ha avuto un ruolo di supporto nella commedia romantica Tutte pazze per Charlie per la Lions Gate Entertainment. Nel 2007 ha girato il film Case 39 al fianco di Renée Zellweger, film che tuttavia, a causa di una lunga post-produzione, non è stato distribuito fino al 2010. In Céline, film non autorizzato sulla vita di Céline Dion, interpreta la cantante franco-canadese negli anni della gioventù. Nel 2010 interpreta Bree Tanner, un vampiro neonato, nel terzo capitolo di Twilight, The Twilight Saga: Eclipse.
Nel 2011 recita nel film Quella casa nel bosco, mentre nel 2012 recita in I bambini di Cold Rock, al fianco di Jessica Biel. Inoltre ha fornito le voci delle sorelline per il videogioco BioShock 2 e la voce di Aggie nel film d'animazione ParaNorman, mentre in Home Alone 5 The Holiday Heist interpreta Alexis Baxter. Successivamente gira un film indipendente chiamato Red (basato sulla storia di Cappuccetto Rosso), il film Midnight Stallion e un cortometraggio intitolato The Goodbye Girl. I prossimi progetti includono il thriller internazionale 400 Boys del regista inglese Alastair Paton e un film di Robbie Bryan dal titolo Black Hat. Nel 2015 è protagonista della serie televisiva Dark Matter, terminata nel 2017.

## Filmografia

### Cinema
- Segreti mortali (Deadly Little Secrets), regia di Fiona MacKenzie (2002)
- They - Incubi dal mondo delle ombre (They), regia di Robert Harmon (2002)
- Tideland - Il mondo capovolto (Tideland), regia di Terry Gilliam (2005)
- Silent Hill, regia di Christophe Gans (2006)
- The Messengers, regia di Oxide Pang Chun e Danny Pang (2007)
- Seed, regia di Uwe Boll (2007)
- Tutte pazze per Charlie (Good Luck Chuck), regia di Mark Helfrich (2007)
- Wonderful World, regia di Joshua Goldin (2008)
- Case 39, regia di Christian Alvart (2009)
- Everything's Coming Up Rosy, regia di Jereme Watt – cortometraggio (2009)
- The Twilight Saga: Eclipse, regia di David Slade (2010)
- Quella casa nel bosco (The Cabin in the Woods), regia di Drew Goddard (2012)
- Monster, regia di Deborah Burns – cortometraggio (2012)
- I bambini di Cold Rock (The Tall Man), regia di Pascal Laugier (2012)
- Mighty Fine, regia di Debbie Goodstein (2012)
- Midnight Stallion, regia di William Dear (2013)
- The Goodbye Girl, regia di Amber Ripley – cortometraggio (2013)
- A Warden's Ransom, regia di Mike Elliott (2014)
- Red, regia di Danielle Colman (2014)
- The Unspoken, regia di Sheldon Wilson (2015)
- Big Fat Liar 2, regia di Ron Oliver (2017)
- Reel Women Seen, regia di Amanda Tapping – cortometraggio (2017)

### Televisione
- Cold Squad - Squadra casi archiviati (Cold Squad) – serie TV, episodi 3x02-3x03 (1999)
- Horizon (Higher Ground) – serie TV, episodio 1x16 (2000)
- Mermaid, regia di Peter Masterson – film TV (2000)
- The Linda McCartney Story, regia di Armand Mastroianni – film TV (2000)
- L'altra dimensione (Sole Survivor), regia di Mikael Salomon – film TV (2000)
- Special Delivery, regia di Mark Jean – film TV (2000)
- Wolf Lake – serie TV, episodio 1x00 (2001)
- Dark Angel – serie TV, episodio 1x09 (2001)
- The Lone Gunmen – serie TV, episodio 1x12 (2001)
- Trapped - Inferno di cristallo (Trapped), regia di Deran Sarafian – film TV (2001)
- So Weird - Storie incredibili (So Weird) – serie TV, episodio 3x25 (2001)
- Il miracolo delle cartoline (The Miracle of the Cards), regia di Mark Griffiths – film TV (2001)
- Special Unit 2 – serie TV, episodio 2x12 (2002)
- John Doe – serie TV, episodio 1x01 (2002)
- Carrie, regia di David Carson – film TV (2002)
- Smallville – serie TV, episodio 2x21 (2003)
- Dead Like Me – serie TV, episodio 1x01 (2003)
- Mob Princess, regia di Mina Shum – film TV (2003)
- Magnitudo 10.5 (10.5), regia di John Lafia – film TV (2004)
- The Collector – serie TV, episodi 1x01-1x02 (2004)
- Kingdom Hospital – serie TV, 13 episodi (2004)
- A Very Cool Christmas, regia di Sam Irvin – film TV (2004)
- Supernatural – serie TV, episodio 1×15 (2021)
- Stargate SG-1 – serie TV, episodio 10x01 (2006)
- Amber's Story, regia di Keoni Waxman – film TV (2006)
- The Secret of Hidden Lake, regia di Penelope Buitenhuis – film TV (2006)
- Masters of Horror – serie TV, episodio 2x03 (2006)
- Il mondo di Hollis Woods (Pictures of Hollis Woods), regia di Tony Bill – film TV (2007)
- Stargate Atlantis – serie TV, episodio 4x14 (2008)
- Céline, regia di Jeff Woolnough – film TV (2008)
- Captain Cook's Extraordinary Atlas, regia di Thomas Schlamme – film TV (2009)
- Un Natale di ghiaccio (Ice Quake), regia di Paul Ziller – film TV (2010)
- Girl Fight, regia di Stephen Gyllenhaal – film TV (2011)
- R. L. Stine's The Haunting Hour – serie TV, episodi 1x15-2x12-2x13 (2011-2012)
- Holiday Heist - Mamma, ho visto un fantasma (Home Alone: The Holiday Heist), regia di Peter Hewitt - film TV (2012)
- Dark Matter – serie TV, 39 episodi (2015-2017)
- The Order – serie TV, 2 episodi (2020)

### Doppiatrice
- BloodRayne 2 (BloodRayne II: Deliverance) – videogioco (2007)
- BioShock 2 – videogioco (2010)
- Bioshock 2: Minerva's Den – videogioco (2010)
- ParaNorman, regia di Sam Fell e Chris Butler (2012)

## Doppiatrici italiane
Nelle versioni in italiano dei suoi film, Jodelle Ferland è stata doppiata da:
- Erica Necci in Silent Hill, I bambini di Cold Rock
- Tosawi Piovani in Tideland - Il mondo capovolto
- Chiara Oliviero in Un Natale di ghiaccio
- Giulia Franceschetti in Paranorman
- Lucrezia Marricchi in Case 39
- Tiziana Martello in Holiday Heist - Mamma, ho visto un fantasma
- Emanuela Ionica in Motive

Come doppiatrice è stata doppiata da:
- Serena Clerici in BioShock 2 (videogioco)